# Рамос, Нельсон
Нельсон Фернандо Рамос Бетанкурт (англ. Nelson Fernando Ramos Betancourt; род. 23 ноября 1981 года, Попаян, Колумбия) — колумбийский футболист, вратарь.

## Клубная карьера
Рамос — воспитанник клуба «Депортиво Пасто». В 2006 году он дебютировал в Кубке Мустанга. В том же году Рамос стал чемпионом страны. 24 сентября 2008 года в поединке против «Ла Экидад» Нельсон забил свой первый гол за «Депортиво Пасто». Летом 2009 года Рамос перешёл в «Ла Экидад». 30 августа в матче против «Энвигадо» он дебютировал за новую команду. Летом 2010 года Рамос подписал контракт с клубом «Америка Кали». 18 июля в матче против «Атлетико Уила» он дебютировал за новую команду. 11 октября в поединке против «Депортиво Кали» Нельсон забил свой первый гол за «Америку Кали».
В начале 2011 года Рамос перешёл в «Мильонариос». 5 марта в матче против «Бояка Чико» он дебютировал за новый клуб. 29 августа в поединке против «Атлетико Уила» Нельсон забил свой первый гол за «Мильонариос». В том же году Рамос завоевал Кубок Колумбии, а через год помог команде выиграть чемпионат. 
В начале 2015 году Рамос подписал контракт с эквадорским «Депортиво Кито». 1 февраля в матче против «Эмелека» он дебютировал в эквадорской Серии A. Летом того же года он вернулся в «Депортиво Пасто». Через год Рамос перешёл в «Форталеса Сипакира». 3 июля в матче против «Хагуарес де Кордова» он дебютировал за новый клуб. 18 сентября в поединке против «Кортулуа» Нельсон забил свой первый гол за «Форталесу».
В начале 2017 года Рамос присоединился к «Индепендьенте Медельин». 24 апреля в матче против «Депортес Толима» он дебютировал за новый клуб. В начале 2018 года Рамос перешёл в «Хагуарес де Кордова». 4 февраля в матче против «Онсе Кальдас» он дебютировал за новую команду. Летом того же года Нельсон стал игроком «Атлетико Букараманга». 28 июля в матче против «Онсе Кальдас» он дебютировал за новый клуб.
Летом 2019 года Рамос перешёл в «Бока Хуниорс Кали». 21 июля в матче против «Реал Сан-Андрес» он дебютировал за новую команду. 24 сентября в поединке против «Кортулуа» Нельсон забил свой первый гол за «Бока Хуниорс Кали».

## Международная карьера
В 2011 года Рамос принял участие в Кубке Америки в Аргентине. На турнире он был запасным и на поле не вышел.

## Достижения
Командные
 «Депортес Толима»
- Победитель чемпионата Колумбии — Апертура 2006

 «Санта-Фе»
- Победитель чемпионата Колумбии — Финалисасьон 2012
- Обладатель Кубок Колумбии по футболу — 2011